# Mei Li Vos
Mei Li Vos (Eindhoven, 31 de marzo de 1970) es una política neerlandesa que actualmente ocupa un escaño en la Segunda Cámara de los Estados Generales para el período legislativo 2012-2017 por el Partido del Trabajo (Partij van de Arbeid). En 2005 fue una de las fundadoras de Alternatief voor Vakbond (AVV), de la que también sería su presidenta; mientras que entre 2007 y 2010 ya había sido miembro de la Cámara Baja por el Partido del Trabajo, a pesar de que en las elecciones parlamentarias del 22 de noviembre de 2006 no fue elegida (llegó al parlamento en 2007 debido a la salida de varios miembros de la Cámara de Representantes hacia el Cuarto Gabinete de Jan Peter Balkenende).
Como parte de su labor legislativa participa en varios comités dentro del parlamento como el de Defensa; Asuntos Económicos; Educación, Cultura y Ciencia; Asuntos Europeos, Finanzas; Comercio exterior y cooperación económica; Seguridad y Justicia; Gasto Fiscal; Asuntos sociales y Empleo; entre otros.